# Dialypétale

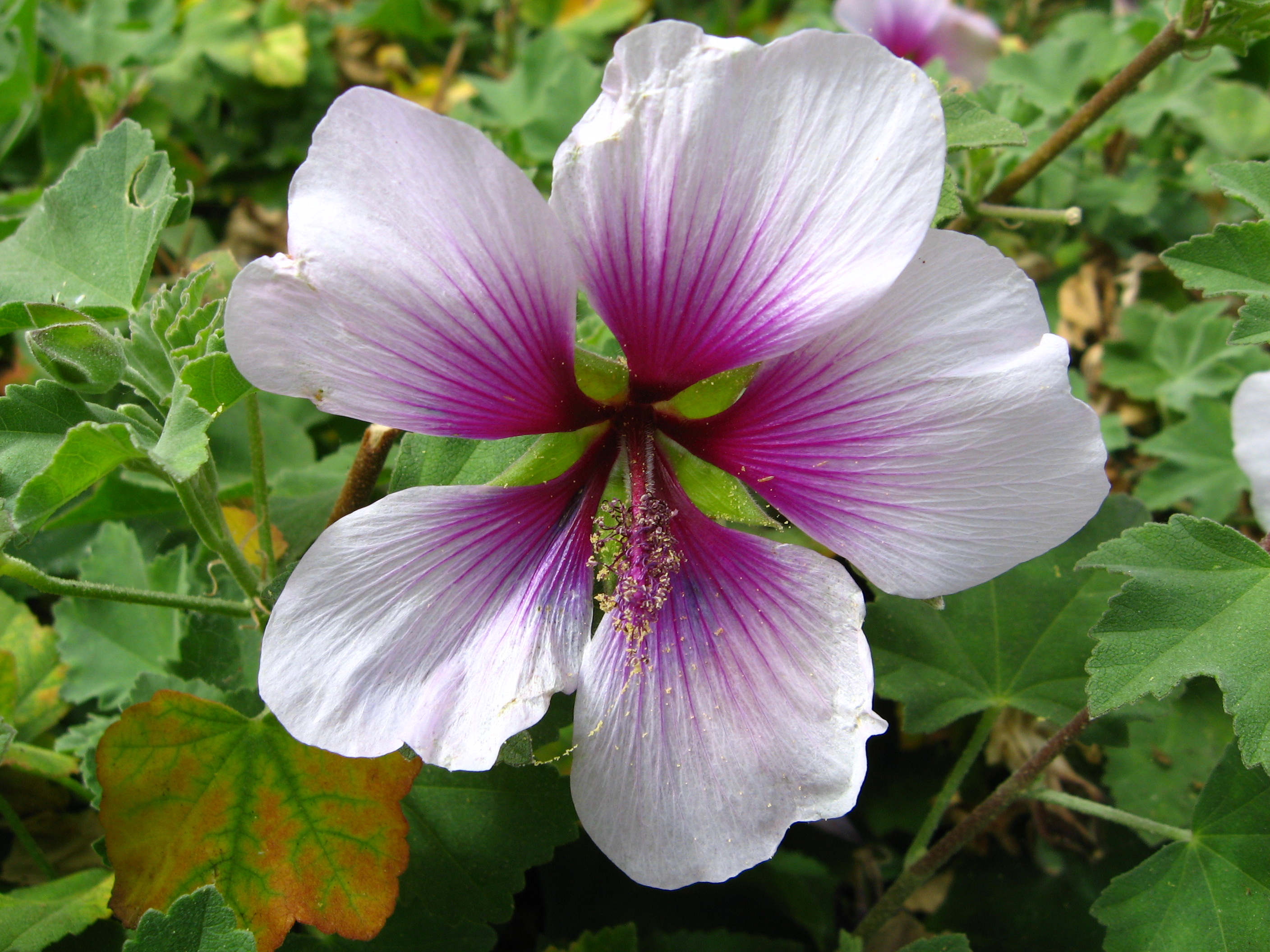
Un exemple de fleur dialypétale : Lavatera maritima.

Une fleur est dialypétale quand ses pétales ne sont absolument pas soudés, même pas à leur base, en un tube, au contraire des fleurs gamopétales.
La dialypétalie est un caractère purement descriptif, et n'a pas de valeur taxonomique dans l'optique phylogénétique, mais a été amplement utilisé en classification classique. On note cependant que la gamopétalie et la réduction des pièces florales sont considérées souvent comme plus évoluées, assurant une meilleure protection des organes de la reproduction (masquage notamment des stigmates collants vis-à-vis de la poussière, des grains de pollen d'autres espèces, de spores de champignons et d'autres pathogènes).